# Università statale del Delaware
L'Università statale del Delaware (o Delaware State University) è un'università statunitense pubblica con sede a Dover, nel Delaware.

## Storia
L'università fu fondata il 15 maggio del 1891 come State College for Colored Students, nel 1947 divenne Delaware State College per poi assumere l'attuale denominazione solo nel 1993.
L'ateneo oltre alla sede principale a Dover vanta altri due campus minori a Wilmington e Georgetown.

## Sport
Gli Hornets, che fanno parte della NCAA Division I, sono affiliati alla Mid-Eastern Athletic Conference. La pallacanestro ed il football americano sono gli sport principali, le partite interne vengono giocate all'Alumni Stadium e indoor al Memorial Hall.

### Pallacanestro
Delaware State è uno dei college meno rappresentativi nella pallacanestro, vanta un'unica apparizione nella post-season, nel torneo del 2005, quando venne sconfitta 57-46 da Duke.
L'unico Hornet che ha calcato il parquet dell'NBA è stato Emanual Davis.